# 张勇手
张勇手（1934年11月10日—），原名张永寿，山西汾阳人，中国男演员兼導演。
1948年，参加中国人民解放军，不久，进入文工团。1951年3月，随部赴朝参加朝鮮戰爭。1957年出演八一电影制片厂的《黑山阻击战》。1958年后，参演《英雄虎胆》、《县委书记》、《林海雪原》等影片。1990年代，开始出演电视剧。